# Bracon jaroshevskyi
Bracon jaroshevskyi är en stekelart som beskrevs av Vladimir Ivanovich Tobias 1957. Bracon jaroshevskyi ingår i släktet Bracon och familjen bracksteklar. Inga underarter finns listade.